# 온음

온음(―音, whole tone) 혹은 전음(全音)은 서양 문화 음악 이론에서 12음계로 봤을 때 장이도(major second)에 해당되는 두 음의 간격이다. 예를 들어, 12음계에서 C와 D는 장이도 만큼 차이나므로 온음이 된다. 이 음정을 반으로 좁히면 반음이 되므로 반음 두 개가 모이면 바로 온음이 된다.

## 같이 보기
- 반음
- 온음음계